# Lingig
Lingig (Bayan ng Lingig) är en kommun i Filippinerna. Kommunen ligger på ön Mindanao och tillhör provinsen Surigao del Sur. Folkmängden uppgår till 26 487 invånare.

## Barangayer
Lingig är indelat i 18 barangayer.
| - Anibongan - Barcelona - Bogak - Bongan - Handamayan - Mahayahay - Mandus - Mansa-ilao - Pagtila-an | - Palo Alto - Poblacion - Rajah Cabungso-an - Sabang - Salvacion - San Roque - Tagpoporan - Union - Valencia |